# MOD (format de fichier)
Pour les articles homonymes, voir Mod.
En informatique, MOD est un format de fichier utilisé principalement pour représenter de la musique. Il s'agit du prototype des fichiers de modules.
Généralement créé par un tracker, un fichier MOD contient un jeu d'« instruments » sous la forme d'échantillons, d'une liste de « patrons » indiquant comment ces échantillons doivent être joués et de la façon dont ces patrons sont enchainés.

## Historique
La première version du format est créée par Karsten Obarski pour être utilisée dans Ultimate Soundtracker, le premier tracker, édité pour Amiga en 1987. Le format est depuis supporté par de nombreux lecteurs musicaux, ainsi que d'autres trackers.
La version originale supportait quatre canaux audio simultanés, correspondants aux capacités du chipset de l'Amiga (qui pouvait jouer jusqu'à quatre échantillons en même temps), et jusqu'à 15 instruments. Des variations du format ont étendu ses capacités à 32 canaux et 31 instruments.
Le format a été conçu pour être directement jouable sur Amiga sans nécessiter de traitement additionnel. Par exemple, les échantillons sont stockés au format MIC 8 bits afin d'être directement jouables par le convertisseur numérique-analogique de l'Amiga ; les données des patrons ne sont pas compressées. Jouer un tel fichier ne nécessite que peu de temps de processeur sur un Amiga et de nombreux jeux vidéo utilisent des MOD pour leur musique.
Des programmeurs réussirent également à permettre la lecture des fichiers MOD sur Atari STf (bien qu'à l'origine non adapté côté hardware pour ce type de fichier) mais avec une qualité sonore moindre que sur Amiga. La sortie en 1989 de l'Atari STe permettra de combler cette lacune.

## Format
Un patron est typiquement représenté dans un séquenceur sous forme d'un tableau comprenant une colonne par canal, c'est-à-dire quatre colonnes au total. Chaque colonne possède 64 lignes.
Une cellule du tableau correspond à un événement du canal lorsque la ligne de la cellule est atteinte :
- provoquer le jeu d'un instrument dans ce canal, à une hauteur et un volume spécifiés, avec la possibilité d'ajouter un effet ;
- changer le volume ou l'effet appliqué à la note en cours ;
- modifier l'enchainement du patron : saut vers une autre position, boucle, etc. ;
- ne rien faire : toute note en cours dans le canal continue à être jouée.

Un instrument est un simple échantillon musical ; il est possible d'indiquer quelle portion de cet échantillon doit être répétée afin de produire une note continue.

## Synchronisation
Dans le format MOD original, l'intervalle de temps entre deux lignes (c'est-à-dire entre chaque note) était de 0,02 seconde, soit l'intervalle entre deux synchronisations verticales d'un moniteur à 50 Hz ou 60 Hz, le logiciel utilisant celles-ci pour se synchroniser. L'intervalle entre deux lignes d'un patron est un multiple de 0,02 seconde, de une à 255 fois.
Dans des versions ultérieures du format, cet intervalle est remplacé par une durée ajustable, entre 0,01 et 0,078 seconde.